# 阿尔纳永
阿尔纳永（法語：Arnayon，法語發音：[aʁnajɔ̃]）是法国德龙省的一个市镇，属于迪镇区。

## 地理
阿尔纳永（44°29'21"N, 5°19'4"E）面积19.45 平方千米，位于法国奥弗涅-罗讷-阿尔卑斯大区德龙省，该省份为法国东南部内陆省份，北起顺时针与伊泽尔省、上阿尔卑斯省、上普罗旺斯阿尔卑斯省、沃克吕兹省和阿尔代什省接壤。
与阿尔纳永接壤的市镇（或旧市镇、城区）包括：居米亚讷、沙朗孔、绍德博讷、乌勒河畔科尔尼永、拉莫特沙朗孔、维勒佩尔德里。

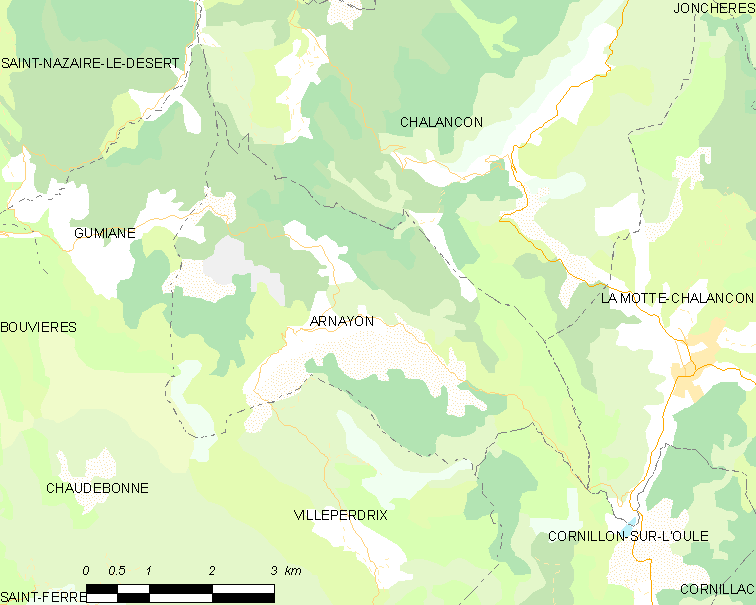
阿尔纳永的OSM定位图

阿尔纳永的时区为UTC+01:00、UTC+02:00（夏令时）。

## 行政
阿尔纳永的邮政编码为26470，INSEE市镇编码为26012。

## 政治
阿尔纳永所属的省级选区为迪瓦县。

## 人口

1962-2008年间阿尔纳永人口变化图示

阿尔纳永于2022年1月1日时的人口数量为23人。